# Aeschropteryx costipunctaria
Aeschropteryx costipunctaria là một loài bướm đêm trong họ Geometridae.